# Les Bordes (Loiret)
Les Bordes település Franciaországban, Loiret megyében. Lakosainak száma 1846 fő (2022. január 1.). Les Bordes Bonnée, Lorris, Montereau, Ouzouer-sur-Loire és Bray-Saint-Aignan községekkel határos.

## Népesség
A település népességének változása:
| Lakosok száma | 861  | 1117 | 1389 | 1678 | 1846 | 1822 | 1892 | 1920 | 1895 | 1846 |
|               | 1968 | 1982 | 1990 | 2006 | 2013 | 2015 | 2017 | 2019 | 2020 | 2022 |